# Mikko Pukka
Mikko Pukka (Suodenniemi, 6 settembre 1982) è un ex hockeista su ghiaccio finlandese.

## Carriera

### Club
Cresciuto nel Tappara di Tampere, fece il suo esordio in SM-liiga nella stagione 2000-2001. Rimarrà col Tappara, fatti salvi alcuni incontri giocati in prestito in seconda serie, fino all'inizio della stagione 2006-2007, quando passò al TPS. Anche a Turku rimase pochi incontri, prima di passare al Luleå HF, nel Elitserien, per la prima esperienza all'estero. Vi rimase poi anche per la successiva stagione.
Iniziò la stagione 2008-2009 in Russia, con il Gazovik Tjumen in Vysšaja Liga, e con la squadra satellite Gazovik-Univer Tjumen in terza serie. A stagione in corso fece ritorno in patria, col LeKi in seconda serie, per terminare poi la stagione col SaiPa, nuovamente in SM-Liiga. Ha vestito la maglia del SaiPa nelle successive quattro stagioni, per passare poi nel massimo campionato kazako al Beibarys Atyrau. Già nel successivo mese di gennaio fece tuttavia ritorno al SaiPa, con cui terminò la stagione.
Nell'estate del 2014 è passato al Vaasan Sport. Dopo due stagioni e mezzo, nel gennaio del 2017 è passato all'IF Björklöven, squadra che milita nell'Hockeyallsvenskan svedese. Al termine della stagione, il contratto è stato rinnovato anche per la successiva.

### Nazionale
Ha giocato nelle principali rappresentative giovanili finlandesi. Ha fatto il suo esordio in nazionale maggiore durante l'Euro Hockey Challenge del 2011.